# Poubeau
Poubeau település Franciaországban, Haute-Garonne megyében. Lakosainak száma 79 fő (2022. január 1.). Poubeau Cirès, Bourg-d’Oueil, Cathervielle, Garin, Jurvielle és Portet-de-Luchon községekkel határos.

## Népesség
A település népességének változása:
| Lakosok száma | 11   | 30   | 39   | 64   | 75   | 76   | 76   | 80   | 79   | 79   |
|               | 1968 | 1982 | 1990 | 2006 | 2013 | 2015 | 2017 | 2019 | 2020 | 2022 |